# シュチェパヌフのスタニスラウス

家紋プルス

シュチェパヌフの聖スタニスラウス（ポーランド語: Stanisław ze Szczepanowa、ラテン語: Stanislaus、1030年7月26日 - 1079年4月11日?）は、クラクフ司教。カトリック教会の聖人・殉教者。ラテン語読みではスタニスラウス、ポーランド語読みではスタニスワフとなる。ポーランド王ボレスワフ2世によって殺害された。祝日は4月11日または5月7日（ポーランドでは5月8日）。ポーランドおよびクラクフの守護聖人であり、ポーランド人として列聖された最初の人である。

## 生涯
クラクフの名門の出で、現在のマウォポルスカ県シュチェパヌフで生まれ、当時首都であったグニェズノの聖堂付属神学校で学んだ（パリかリエージュで学んだとする説もある）。
1072年にクラクフ司教となった。彼はただの司教であるだけでなく、ローマ教皇アレクサンデル2世の忠実な部下であった。彼は教皇庁の助言者となり、ポーランドの政治にいくらかの影響を及ぼした。彼は教皇使節をポーランドへ招き、グニェズノ首都司教座の再設置に貢献した。1076年には、グニェズノ聖堂でボレスワフ2世の戴冠式を司った。スタニスラウスは、ポーランドのキリスト教化の助けとなるよう、ベネディクト会派修道院をポーランドに設置するよう王に働きかけた。
しかし、土地を巡る争いからスタニスラウスとボレスワフは対立することになった（教会規律の改革を志したことでの対立と、国王の不道徳を非難したことによるとする説もある）。スタニスラウスは王を破門した。王を破門することは、盤石でない王座を巡り、王の敵を優位にするに他ならなかった。ボレスワフは、自身を殺そうとしたという反逆の罪で、司教を告発した。
ボレスワフは、裁判なしで司教を処刑しようと部下を送った。ところが、恐れをなした部下たちは司教に触れることができなかった。そのため、王は自身が死刑執行人になることにした。王は、クラクフ城壁外の「小さな岩」（ポーランド語: Skałka スカウカ）でミサを挙げていたスタニスラウスを捕らえ、殺害した。そしてその遺体をバラバラにさせて、教会の外の水たまりに投げ込んだ。言い伝えによれば、奇跡が起こり、その水たまりの周りを4羽のワシが守っていたという。スタニスラウスの昇天日は不確かで、1079年の4月11日か5月7日とされている。

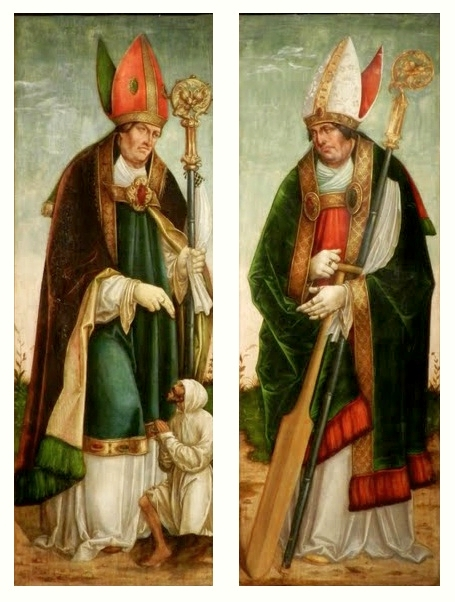
聖スタニスワフと聖ヴォイチェフ、ハンス・デューラー（子）作

ボレスワフの非道がきっかけとなり、彼は国を追われ、ハンガリーへ亡命した。後継となったのは、ボレスワフの実弟ヴワディスワフ1世ヘルマンであった。スタニスラウス自身が反逆者なのか英雄なのかは、ポーランド史の解けない謎である。この事件の約90年後に起きた、イングランド王ヘンリー2世によるトマス・ベケット殺害事件にも似ている。

## 列聖

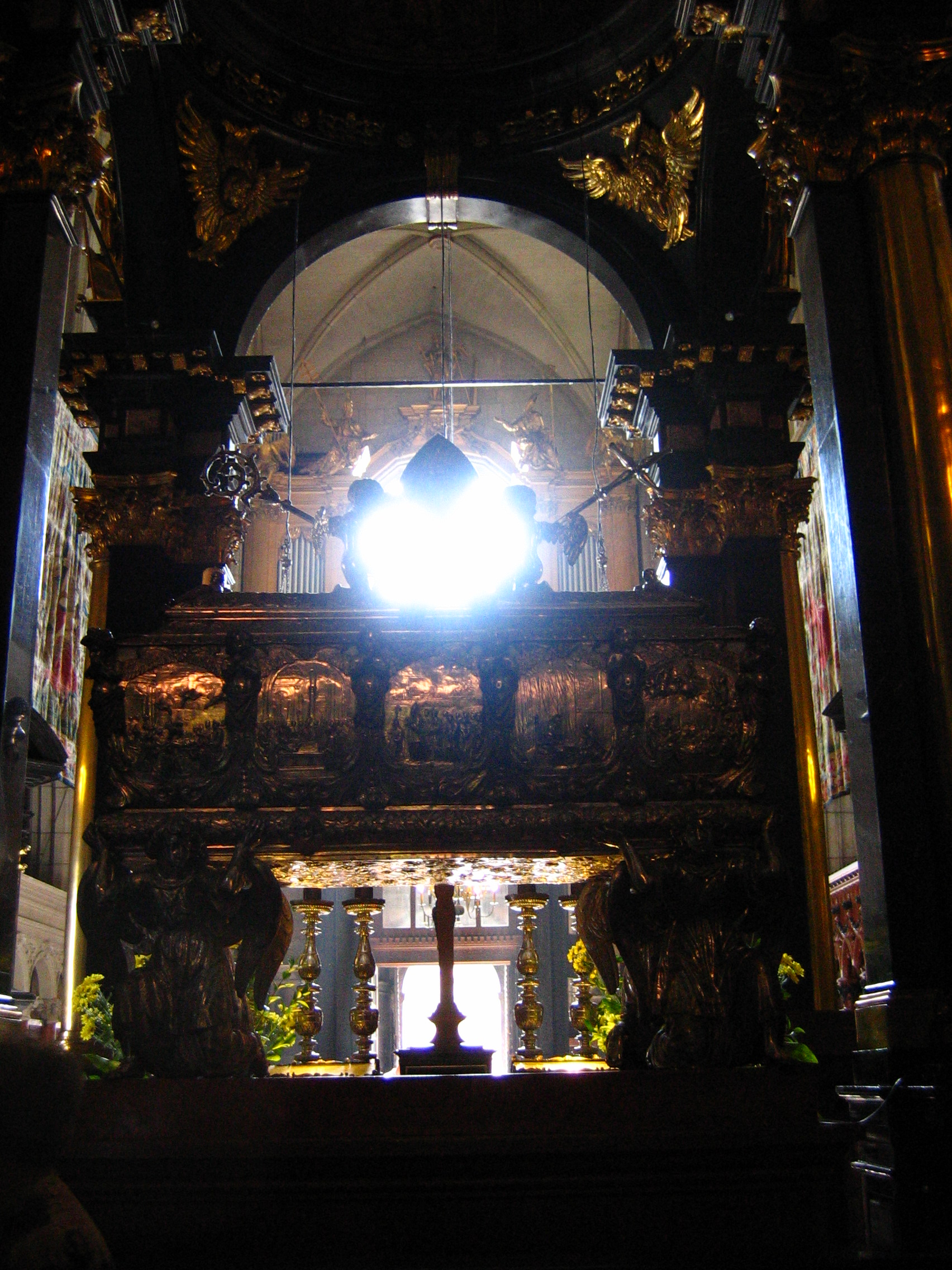
聖スタニスラウスの棺

スタニスラウスの死後、彼を殉教者とする崇拝が瞬く間に広まった。1088年には、彼の遺体がクラクフのヴァヴェル大聖堂へ移された。1253年9月17日、スタニスラウスはアッシジにおいて教皇インノケンティウス4世によって列聖された。教皇クレメンス8世は、スタニスラウスの祝日を5月7日とした。1969年、スタニスラウスの正確な没日に近いとして、教皇庁は祝日を4月11日とした。ポーランドでは5月8日をスタニスラウスの祝日としている。

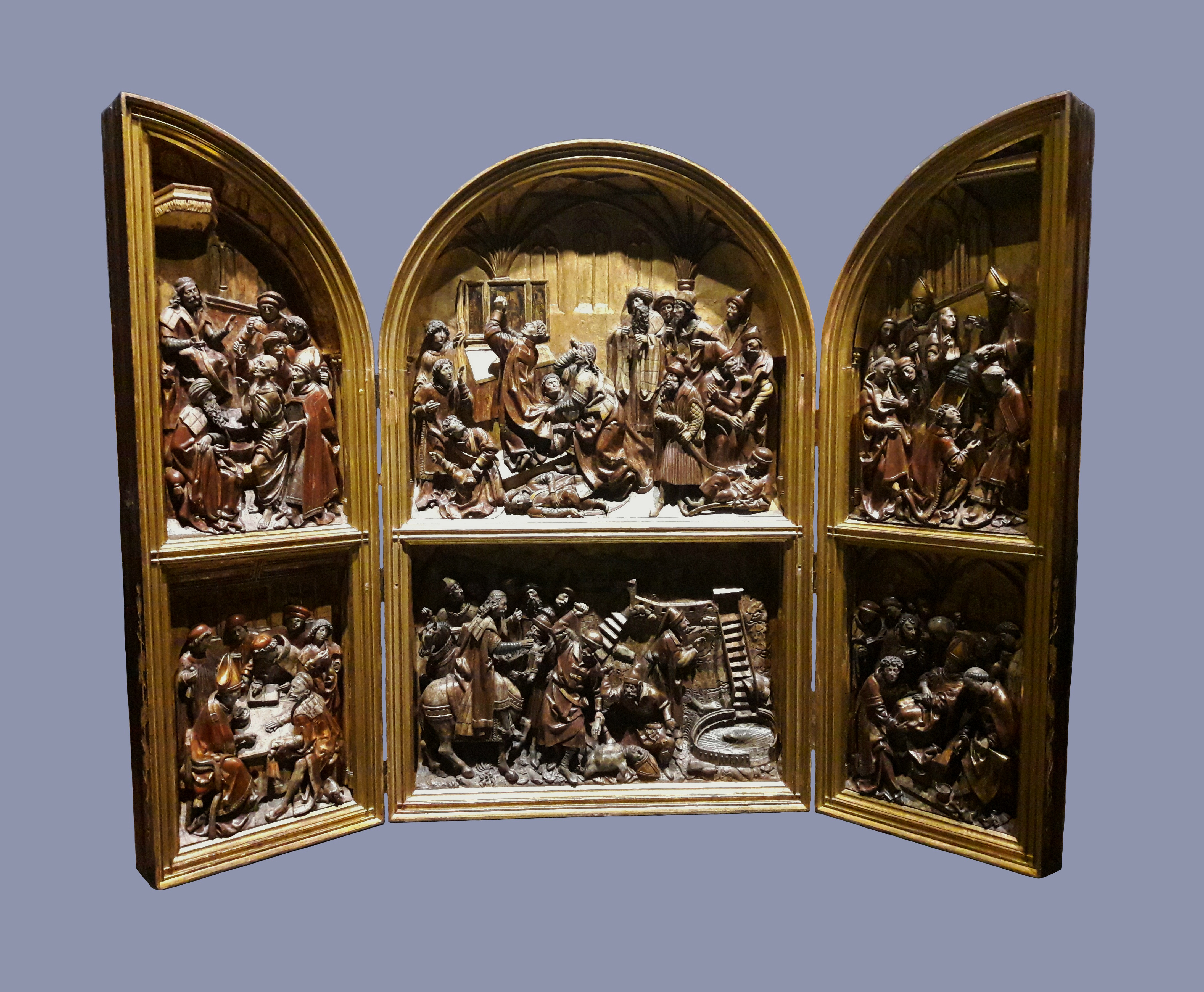
木製三連祭壇画

スタニスラウスの聖遺物を祀るヴァヴェル聖堂は、ほとんどのポーランド王が戴冠する国内第一の聖堂となった。ヴワディスワフ1世から、歴代の王は聖堂中央に置かれた聖スタニスラウスのサルコファガスの前に膝をついて王冠を受けるのである。17世紀、当時の王ヴワディスワフ4世ヴァーサは、聖スタニスラウスの聖遺物を覆う銀製の棺をつくらせた。大洪水時代にスウェーデン軍によって銀製棺は破壊されるが、1670年頃に新しいものに取り替えられた。
毎年5月8日、クラクフ司教が先導する礼拝行進が行われる。ヴァヴェル聖堂から、聖スタニスラウスの殉教した場所であるスカウカ（Skałka）へ向かう。この礼拝行進はかつては地元の行事で、20世紀になってからグニェズノおよびワルシャワ枢機卿ステファン・ヴィシンスキ（en:Stefan Wyszyński）、のちに教皇ヨハネ・パウロ2世となったクラクフ大司教カロル・ヴォイティワらによって、大衆に普及した（ヨハネ・パウロ2世は、聖スタニスラウスを道徳秩序の守護聖人としている）。